# Praina cirphioides
Praina cirphioides là một loài bướm đêm trong họ Noctuidae.